# Scholastica
Scholastica, född omkring 480 i Nursia, död 10 februari 543 i närheten av Monte Cassino, var en italiensk jungfru och nunna i benediktinorden och tvillingsyster till Benedikt av Nursia. Scholastica vördas som helgon inom Romersk-katolska kyrkan och Östortodoxa kyrkan, med 10 februari som minnesdag.

## Biografi
Nästan alla uppgifter som finns om Scholasticas liv kommer från Gregorius den stores dialoger. Hon var tvillingsyster till benediktinordens grundare Benedikt av Nursia och vigdes åt Kyrkan i mycket unga år. I anslutning till att brodern bildade sitt kloster i Monte Cassino, grundade Scholastica ett nunnekloster i dess närhet, i Plombariola, ett kloster som betraktas ha stått under Benedikts översyn. De båda tvillingsyskonen begravdes troligen tillsammans, men hennes reliker uppges ha överflyttats till Peterskyrkan i Le Mans, en kyrka som sedermera plundrades av hugenotterna.

### Webbkällor
- ”Santa Scolastica, vergine”. Santi e Beati. http://www.santiebeati.it/dettaglio/22750. Läst 10 februari 2020.
- "Saint Scholastica", saintbenedict.org, sidan läst 9 februari 2009
- Helgonkalender, holytrinityorthodox.com